# Хладан ваздух
„Хладан ваздух” (енгл. Cool Air) је приповетка америчког писца Хауарда Филипса Лавкрафта, написана у марту 1926. и објављивана у марту 1928. у часопису Tales of Magic and Mystery.

## Радња
Приповедач нуди причу као објашњење зашто му је „налет хладног ваздуха” најодвратнија ствар. Његова прича почиње у пролеће 1923. године, када је тражио смештај у Њујорку. Коначно се настањује у згради у Западној четрнаестој улици. Истражујући цурење хемикалија са спрата изнад, он открива да је његов комшија одозго необичан, стар и повучен лекар. Једног дана приповедач доживљава срчани удар, и сетивши се да лекар живи у стану изнад, одлази тамо и први пут среће др Муњоза.
Доктор показује врхунску медицинску вештину, а приповедача спасава комбинацијом лекова. Фасцинирани приповедач се редовно враћа да седи и учи од доктора. Како се њихови разговори настављају, постаје све очигледније да је доктор опседнут пркошењем смрти свим расположивим средствима.
Докторова соба се одржава на приближно 13 °C коришћењем расхладног система на бази амонијака; пумпе покреће бензински мотор. Како време одмиче, докторово здравље се погоршава и његово понашање постаје све ексцентричније. Систем за хлађење се континуирано надограђује, до тачке у којој се неки делови његових соба замрзавају, све до једне ноћи када се пумпа поквари.
Без објашњења, успаничени доктор махнито преклиње свог пријатеља да му помогне да охлади његово тело. Пошто нису у могућности да поправе машину до јутра, прибегавају томе да доктор остане у кади пуној леда. Приповедач проводи своје време допуњавајући лед, али је убрзо приморан да запосли неког другог да то ради уместо њега. Када коначно пронађе компетентне механичаре за поправку пумпе, већ је прекасно.
Он стиже у стан на време да види остатке доктора како се брзо распадају, и журно написано, „ужасно замазано” писмо. Приповедач га чита; на свој ужас, сазнаје да је др Муњоз умро 18 година раније. Одбијајући да се преда смрти, задржао је привид живота након тачке смрти користећи различите методе, засноване на хлађењу како би успорио своје распадање.

## Инспирација
Лавкрафт је написао ову приповетку током свог несрећног боравка у Њујорку, током којег је написао три хорор приче са њујоршким окружењем. У „Лавкрафтовом њујоршком егзилу”, Дејвид Е. Шулц наводи контраст који је Лавкрафт осећао између свог стана, натрпаног реликвијама његове вољене Нове Енглеске, и имигрантске четврти Ред Хук, близу које је живео, као инспирацију за „узнемирујућу јукстапозицију супротности” која карактерише приповетку. Као и главни лик приче, Шулц сугерише, Лавкрафт, одсечен од свог родног Провиденса, осећао се као да само пролази кроз живот.
Зграда која је главно окружење приче заснована је на градској кући у Западној четрнаестој улици 317 у којој је Џорџ Кирк, један од неколико Лавкрафтових пријатеља у Њујорку, кратко живео 1925. године. Приповедачев срчани удар подсећа на онај другог њујоршког Лавкрафтовог пријатеља, Френка Белнепа Лонга, који је напустио Универзитет у Њујорку због срчаног обољења. Приповедачева фобија од хладног ваздуха подсећа на самог Лавкрафта, који је био абнормално осетљив на хладноћу.
Шулц указује да је главни књижевни извор ове приповетке била прича „Чињенице о случају господина Валдемара” Едгара Алана Поа, која је била Лавкрафтова друга омиљена Поова прича, после „Пада куће Ашера”. Лавкрафт је био управо завршио Поово поглавље у свом истраживању „Натприродни хорор  у књижевности” у време када је писао „Хладан ваздух”. Лавкрафт је, међутим, годинама касније изјавио да је прича која је инспирисала „Хладни ваздух” била „Роман о белом праху” Артура Макена, још једна прича о телесној дезинтеграцији.

## Ликови
- Доктор Муњоз: Шпански лекар „невероватне интелигенције и супериорне крви и узгоја”, описан је као „низак, али изузетних пропорција”, са „високородним лицем мајсторског, али не арогантног израза”, „кратком гвозденосивом пуном брадом”, „пуним, тамним очима” и „орловским носом”.[7] Он себе назива „најгорчим од заклетих непријатеља смрти”, и оним који је „потопио своје богатство и изгубио све своје пријатеље током живота пуног бизарних експеримената посвећеног његовом истребљењу”.[8] Рекавши да при првом сусрету са Муњозом осећа „одвратност” коју „ништа у његовом изгледу не може оправдати”, приповедач примећује „ледену хладноћу и дрхтање његових бескрвних руку”, као и да је његово дисање било неприметно.[8]

Енциклопедија Х. Ф. Лавкрафта сугерише да је Муњоз можда био заснован на Лавкрафтовом комшији из Бруклина, којег је Лавкрафт описао као „прилично прослављеног др Лава, државног сенатора и спонзора чувене 'Повеље о чистим књигама' у Олбанију... евидентно имуног или несвесног на распадање.” Претпоставља се да је ово Вилијам Л. Лав, лекар из Бруклина и масон који је био државни сенатор од 1923. до 1932. године.
- Приповедач: Неименовани човек који је дошао у Њујорк да ради „неке туробне и неисплативе послове у часописима”. Лутао је од једног јефтиног пансиона до другог пре него што је открио да му се онај у Западној четрнаестој улици „гади много мање од осталих које је пробао”.[11] Након што га је лечио Муњоз, његов комшија са спрата изнад, постаје „ученик и поклоник даровитог пустињака”.[12]

## Пријем
Предат Лавкрафтовом редовном издавачу, палп часопису Weird Tales, „Хладан ваздух” је одбио уредник Фарнсворт Рајт, а ова одлука је сматрана „необјашњивом... пошто се чини да је ово била безбедна, сабласна врста приче коју је он волео.” Могуће је да се Рајт плашио да ће „њен језив закључак изазвати цензуру”. Питер Кенон назива „Хладан ваздух” Лавкрафтовом „најбољом причом смештеном у Њујорку”, којом доказује да је „способан да користи потцењени, натуралистички стил за снажан ефекат”.